# Landbo
Landbo (en suédois : Landbo) est une section du quartier de Ultuna et du district de Östersundom à Helsinki en Finlande

## Description
Landbo a une superficie de 6,94 km2, sa population s'élève à 857 habitants(1.1.2010).